# Olivellinae
Olivellinae es una subfamilia de pequeños caracoles depredadores con conchas lisas, brillantes y alargadas que tiene forma ovalada, conocidos como caracol aceituna. Las conchas a veces muestran colores apagados pero atractivos, y pueden tener algunos patrones.
Estos animales son moluscos gasterópodos marinos en la superfamilia Olividae, dentro del clado Neogastropoda según la taxonomía de Bouchet y Rocroi.

## Distribución
Los caracoles de Olivella se encuentran en todo el mundo, en mares y océanos tropicales y subtropicales.

## Hábitat y hábitos alimenticios
Estos caracoles se encuentran en sustratos arenosos entre mareas y mareas. Estos caracoles son todos carnívoros excavadores de arena.

## Descripción de la concha
Las conchas son básicamente de forma ovalada y cilíndrica. Tienen una aguja escalonada bien desarrollada. Las conchas de Olivella tienen una muesca sifonal en el extremo posterior de la abertura larga y estrecha. El sifón del animal vivo sobresale de la muesca del sifón.
La superficie de la concha es extremadamente brillante porque en la vida el manto casi siempre cubre la concha.

## Registros fósiles
Las conchas de olivo aparecieron por primera vez durante el Campaniense.

## Otras clasificaciones taxonómicas
- Callianax H. Adams y A. Adams, 1853
- Iredale Cupidoliva , 1924
- Olivella Swainson, 1831

Géneros traídos a la sinonimia

- Dactylidia H. Adams y A. Adams, 1853 : sinónimo de Olivella Swainson, 1831
- Olivina d'Orbigny, 1841 : sinónimo de Olivella Swainson, 1831
- Janoliva [sic]: sinónimo de Janaoliva Sterba y Lorenz, 2005

## Galería

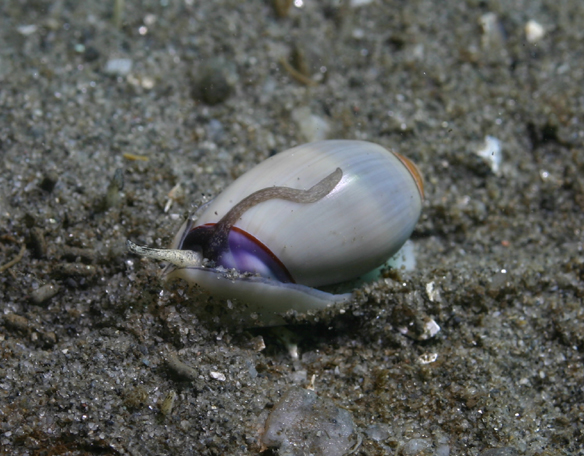
Olivella biplicata
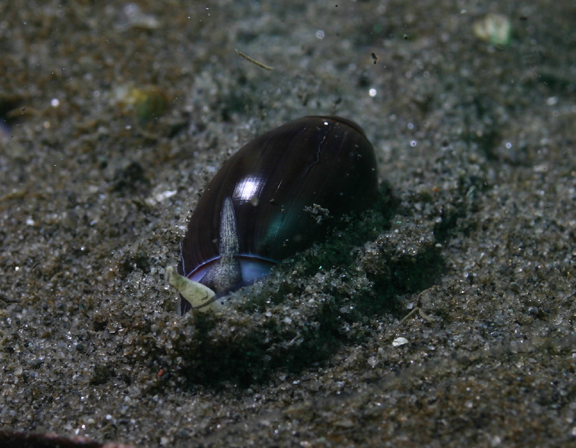
Olivella biplicata